# Gunscher Nándor
Guncser Nándor, családi nevén Gunscher  (Hódmezővásárhely, 1886. október 23. – Kolozsvár, 1963. június 26.) magyar grafikus, karikaturista.

## Életpályája
Festészeti tanulmányokat Budapesten és Firenzében végzett, vonzódása a humoros rajz iránt azonban a grafikusi pálya felé irányította. Már az I. világháborús katonai szolgálata idején kötetbe szerkesztett rajzos tudósításokat. Ezt a naiv, göregáboros hangnemet később a tartásosabb politikai és társadalmi szatíra váltotta fel rajzaiban. 1918-ban Kolozsvárt telepedett le, részt vett a romániai képzőművészek érdekvédelmi szervezeteiben; 1921-ben a kolozsvári Művész-klub egyik megalapítója, 1924-től a bukaresti Szépművészeti Szakszervezet tagja, 1936-ban a nagybányai képzőművész kongresszus egyik küldötte.
Színes rajzaiból és karikatúráiból 1924-ben rendezett egyéni kiállítást Kolozsvárt (a kritika A vak Európa c. rajzát méltatta). Szellemes, vidám rajzaiból kiállított még egy 1940 decemberében szervezett kolozsvári csoportkiállításon. Az Ellenzék és más lapok, később a kolozsvári Mezőgazdasági Intézet rajzolója.

## Kötete
- Szöveges-képes kiadványa: Grand Circus Guncser (Kolozsvár, 1924)